# Mimosa nuda
Mimosa nuda es una especie de arbusto en la familia de las fabáceas. Se encuentra en Sudamérica.

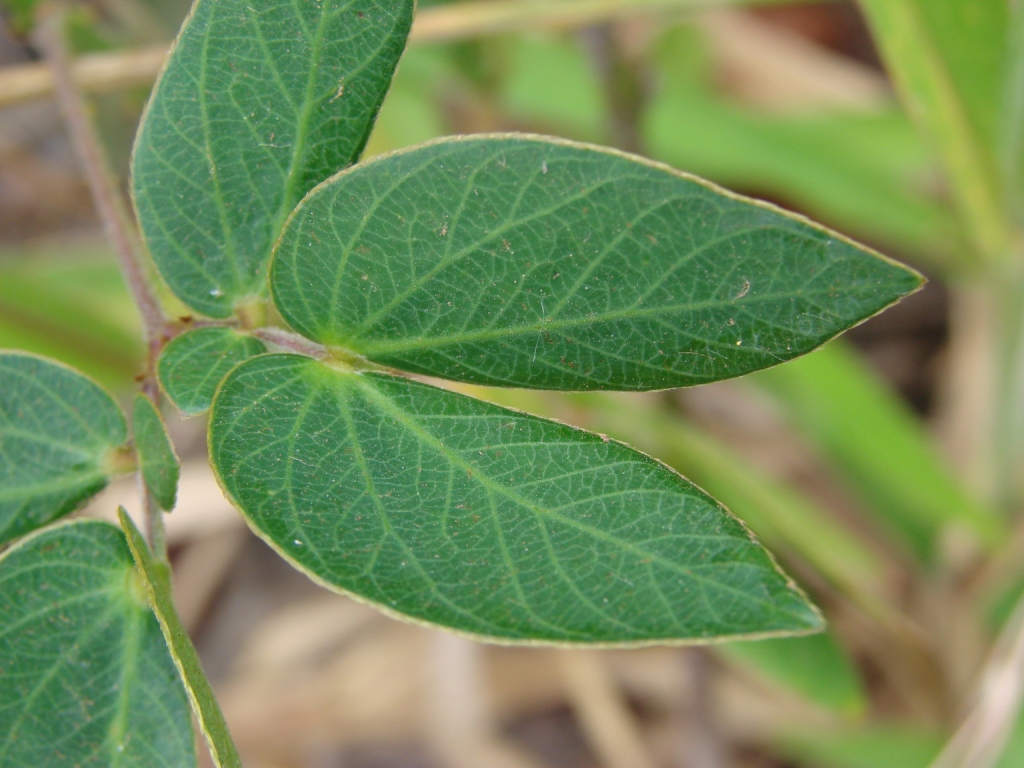
Detalle de la flor

## Distribución
Es originaria de Brasil donde se encuentra en  el Cerrado, distribuidas por Mato Grosso, Goiás, Distrito Federal, Mato Grosso do Sul, Minas Gerais, São Paulo y Paraná.

## Taxonomía
Mimosa nuda fue descrita por George Bentham  y publicado en Journal of Botany, being a second series of the Botanical Miscellany 4(31): 362. 1841.
Variedades
- Mimosa nuda var. angusta (Benth.) Barneby

Sinonimia
var. angusta (Benth.) Barneby
- Mimosa glaucescens Benth.
- Mimosa gracilipes Harms
- Mimosa gracilipes f. armata Hassl.
- Mimosa gracilipes f. inermis Hassl.
- Mimosa nuda f. minor Chodat & Hassl.
- Mimosa rixosa f. glabrifolia Chodat & Hassl.
- Mimosa velloziana f. acutifolia Chodat & Hassl.
- Mimosa velloziana f. hispida Chodat & Hassl.[3]